# Secteur pastoral d'Évry
Le secteur pastoral d'Évry est une circonscription administrative de l'église catholique de France, subdivision du diocèse d'Évry-Corbeil-Essonnes.

## Histoire
Le synode diocésain de 1987 a modifié le statut du doyenné en secteur pastoral.

## Organisation
Le doyenné d'Évry est rattaché au diocèse d'Évry-Corbeil-Essonnes, à l'archidiocèse de Paris et à la province ecclésiastique de Paris. Il est situé dans le vicariat Centre et la zone urbaine du diocèse.

### Paroisses suffragantes
Le siège du doyenné est fixé à Évry au premier étage du centre pastoral de la cathédrale. Le secteur pastoral d'Évry regroupe les paroisses des communes de:
- Bondoufle,
- Courcouronnes,
- Évry,
- Lisses.

### Prêtres responsables
| Période                                  | Période  | Identité          | Fonction précédente | Observation |
| ---------------------------------------- | -------- | ----------------- | ------------------- | ----------- |
| ?                                        | 1999     | Bernard Dagron    |                     | -           |
| 1999                                     | 2002     | Jean-Yves Poitrat | Brunoy-Val d'Yerres | -           |
| 2002                                     | 2008     | Juvénal Rutumbu   | La Forêt-Montgeron  | -           |
| 2008                                     | en cours | Emmanuel Bidzogo  | Yvette              | -           |
| Les données manquantes sont à compléter. |          |                   |                     |             |

## Patrimoine religieux remarquable
- Cathédrale de la Résurrection à Évry ;
- Église Saint-Germain-Saint-Vincent à Lisses.

## Pour approfondir

## Sources
1. ↑  Carte du découpage en secteurs sur le site du diocèse. Consulté le 10/08/2010.